# Suzerain
Suzerain – komputerowa gra symulacyjno-fabularna o tematyce politycznej w reżyserii Aty Sergeya Nowaka, wyprodukowana i wydana w 2020 roku przez niemieckie przedsiębiorstwo Torpor Games. Akcja gry jest osadzona w zrujnowanym fikcyjnym państwie o nazwie Sordland po wojnie domowej. Gracz wciela się w rolę prezydenta republiki - Antona Rayne'a, którego wygląd, poglądy polityczne oraz dotychczasową biografię kształtuje jeszcze przed właściwą rozgrywką. Zadaniem gracza jest zaprowadzenie porządku i dobrobytu w państwie, przy jednoczesnych naciskach mieszkańców i różnych grup interesów.
Głównymi twórcami gry, oprócz Nowaka, byli projektant Ilke Karademir i programista Ozgun Kilit. Suzerain powstawał w siedzibie Torpor Games w Berlinie. Jak twierdził reżyser gry (który sam pochodził z rodziny niemiecko-tureckiej), główną ideą Suzeraina było nakłanianie graczy do empatii, podejmowania decyzji z uwzględnieniem różnych, często sprzecznych perspektyw oraz życia w harmonii.  
Gra zebrała bardzo wysokie oceny recenzentów (średnia ocen 81% według agregatora Metacritic), otrzymując pochwalne opinie za literacki styl opowiadania i zniuansowaną symulację złożonych procesów sprawowania władzy. Suzerain otrzymał nagrodę Deutscher Computerspielpreis za najlepszą wymagającą grę roku, wyróżnienie za najlepszy scenariusz na festiwalu GermanDevDays oraz nagrodę publiczności na festiwalu Games for Change w 2021 roku. W 2023 roku Torpor Games ogłosił prace nad podobną grą osadzoną w tym samym uniwersum, co Suzerain, roboczo zatytułowaną The Conformist.

## DLC: Kingdom of Rizia[13]
Wydane 25 marca 2024 roku DLC o nazwie "Suzerain: Kingdom of Rizia" skupia się na fikcyjnym królestwie o nazwie Rizia. Gracz wciela się w role nowo koronowanego monarchy Romusa Toras'a, którego wygląd, poglądy polityczne oraz dotychczasową biografię kształtuje jeszcze przed właściwą rozgrywką. Rozgrywka ma miejsce na 4 lata przed wydarzeniami rozgrywki w Sordlandzie. Zadaniem gracza jest próba ustabilizowania sytuacji politycznej, reformy lub zachowania władzy absolutnej króla, oraz próba odzyskania utraconych ziem, które zostały stracone za władzy poprzedniego monarchy - Valero "Frail" Toras'a.